# Trefl Sopot
El Trefl Sopot es un equipo de baloncesto polaco que compite en la TBL, la primera división del país. Tiene su sede en la ciudad de Sopot. Juega los partidos en el Ergo Arena, con capacidad para 15 000 espectadores.

## Trayectoria
| Temporada | División | Liga | Posición | Play-Offs        | Copa Polaca | Competición Europea                  |
| --------- | -------- | ---- | -------- | ---------------- | ----------- | ------------------------------------ |
| 2009-10   | 1        | TBL  | 4        | Semifinalist     | -           | –                                    |
| 2010-11   | 1        | TBL  | 3        | Semifinales      | –           | EuroChallenge - Ronda Clasificatoria |
| 2011-12   | 1        | PLK  | 2        | Subcampeones     | Campeón     | –                                    |
| 2012-13   | 1        | PLK  | 2        | Cuartos de final | Campeón     | Eurocup - Fase de grupos             |
| 2013-14   | 1        | PLK  | 3        | Semifinales      | –           | –                                    |
| 2014-15   | 1        | PLK  | 8        | Cuartos de final | –           | –                                    |
| 2015-16   | 1        | PLK  | 15       |                  |             |                                      |
| 2016-17   | 1        | PLK  | 9        |                  |             |                                      |
| 2017-18   | 1        | PLK  | 11       |                  |             |                                      |

## Palmarés
- Liga de Polonia
  - Campeón (1): 2024

- Copa de Polonia
  - Campeón (3): 2012, 2013, 2023

- Supercopa de Polonia
  - Campeón (2): 2012, 2013

## Jugadores destacados
| - Šime Špralja - Georgi Gamkrelidze - Giorgi Tsintsadze - Sandis Buškevics - Eimantas Bendžius - Simas Buterlevičius - Giedrius Gustas - Gintaras Kadžiulis - Saulius Kuzminskas - Arnas Labuckas - Tautvydas Lydeka - Šarūnas Vasiliauskas - Piotr Dąbrowski - Filip Dylewicz - Michał Hlebowicki - Mateusz Jarmakowicz - Paweł Kikowski | - Iwo Kitzinger - Łukasz Koszarek - Paweł Leończyk - Adam Waczyński - Łukasz Wiśniewski - Przemysław Zamojski - Dragan Ćeranić - Slobodan Ljubotina - Milan Majstorovic - Bojan Popović - Maurice Acker - Joshua Alexander - Bill Amis - Jermaine Beal - Chris Burgess - Mike Cook - Vonteego Cummings | - Ronald Davis - Glen Elliott - Bertengeh Gadri-Nicholson - Lorinza Harrington - Cliff Hawkins - Lance Jeter - Willie Kemp - Lawrence Kinnard - Monty Mack - Jermaine Mallett - Deshawn Painter - John Turek - Frank Turner - David Brembly - Kurt Looby |